# Бауман, Николай Эрнестович
Никола́й Эрне́стович Ба́уман (17 [29] мая 1873, Казань, Российская империя — 18 [31] октября 1905, Москва, Российская империя) — российский революционер, деятель большевистского крыла РСДРП.

## Биография
Родился в семье владельца обойной и столярной мастерской Эрнеста Андреевича Баумана, происхождением из поволжских немцев.
Учился во 2-й Казанской гимназии, из 7-го класса которой ушёл, не поладив с преподавателями. В 1891—1895 годах был студентом Казанского ветеринарного института. В годы учёбы увлёкся нелегальной народнической и марксистской литературой, участвовал в работе подпольных рабочих кружков. С дипломом ветеринарного врача Бауман отправился на работу в село Новые Бурасы, Саратовской губернии, мечтая заниматься там революционной пропагандой, но, попав в поле зрения полиции и стремясь к широкой революционной деятельности, осенью 1896 года, уехал в Санкт-Петербург. В 1896—1897 годах работал в Петербурге. В 1896—1897 годах член Петербургского «Союза борьбы за освобождение рабочего класса». В 1897 был арестован и заключён в Петропавловскую крепость, где содержался в одиночной камере 22 месяца.
«Бауман был красавец, молодец такой, с гитарой... И в ссылке играл, и сочинял эпиграммы с ходу, карикатуры рисовал» (историк Владлен Логинов).
В 1899 году был сослан в город Орлов Вятской губернии, откуда в том же году бежал за границу. В Цюрихе в 1900 году познакомился с Лениным. Бауман стал активным участником подготовки издания, а затем транспортировки газеты «Искра». В декабре 1901 года по поручению В. И. Ленина приехал в Москву, стал членом Московского комитета РСДРП. В августе 1902 года участник известного «побега одиннадцати» (включая таких агентов «Искры», как Максим Литвинов, Осип Пятницкий и Лев Гальперин) из Лукьяновского тюремного замка в Киеве. В 1902—1903 годах всплыло «дело Баумана» — Василий Митров требовал над ним партийного суда из-за самоубийства своей супруги Клавдии Приходьковой (все трое пребывали в орловской ссылке, где Приходькова вначале сблизилась с Бауманом, но затем вышла замуж за Митрова; по утверждению последнего, бывший ухажёр стал из эмиграции слать компрометирующие письма, доведшие её до суицида).
С 1903 года Бауман возглавлял Московскую организацию большевиков и Северное бюро ЦК партии. Работал в Московском комитете РСДРП. Был арестован, но бежал. Был делегатом II съезда РСДРП от Московской партийной организации, по всем обсуждавшимся вопросам поддержал Ленина и определился как большевик.
Прозванный за лёгкость перехода границы Грачом, Бауман в 1903 году по поручению Ленина вернулся в Россию для борьбы с меньшевиками и организации большевистской подпольной типографии. В июне 1904 года арестован и 16 месяцев находился в Таганской тюрьме.
Фактической женой и соратницей Баумана по партии была Капитолина Павловна Медведева.

### Убийство
Бауман был убит 18 октября 1905 года работником текстильной фабрики московского купца П. П. Щапова, Николаем Михалиным, недалеко от главного здания Императорского московского технического училища, названного впоследствии в его честь, на углу Немецкой улицы (ныне — Бауманская) и Денисовского переулка.
Убийца — Николай Федотович Михалин, был уроженцем села Троицко-Ивановского Спасской волости Козловского уезда Тамбовской губернии, 29 лет от роду. По одним данным, он служил надзирателем мужских спален на фабрике Щапова; по другим — был рабочим фабрики Щапова; по третьей версии — служил у Щаповых дворником. Михалин отслужил 5 лет действительной военной службы в лейб-гвардии Конном полку в Петербурге, то есть был специально отобран в кирасиры-конногвардейцы благодаря своим физическим данным: рост не ниже 180 см и тёмные волосы (в лейб-гвардии Конный полк отбирали новобранцев-брюнетов). К тому же за пять лет службы Михалин выучился владеть холодным оружием — парадным кирасирским палашом и драгунской шашкой, — а в полковой школе для молодых солдат ему были привиты монархические взгляды, естественные для военнослужащих частей личной охраны государя-императора.
В день смерти Бауман с соратниками по Московскому комитету РСДРП собирался повести группу протестующих к зданию губернской Таганской тюрьмы под лозунгом «Разрушим русскую Бастилию!». Чтобы увеличить число участвующих в демонстрации, Бауман взялся «сагитировать» рабочих с ткацкопрядильной фабрики швейцарского фабриканта Фернанда Дюфурмантеля. С этой целью он схватил флаг с лозунгом «Долой самодержавие!», вскочил в пролётку и, стоя в ней, помчался по Немецкой улице, скандируя: «Товарищи, присоединяйтесь к нам! Долой царя! Долой самодержавие!». Поведение Баумана привлекло внимание Михалина, который выбежал наперерез пролётке с Бауманом возле дома Клюгина по Немецкой улице. В руках у Михалина был обрезок металлической трубы. По показаниям в суде свидетельницы Крутовой, когда Бауман крикнул: «Долой царя!», стоявший рядом с ней Михалин отреагировал словами: «как это „долой царя“, я ему пять лет верой и правдой…» — и бросился на Баумана.
По словам Михалина в суде, он вскочил в пролётку и начал вырывать флаг из рук Баумана. Завязалась борьба, в ходе которой Бауман достал браунинг и выстрелил в Михалина, однако Михалин успел нанести удар трубой по руке с пистолетом, избежав ранения. Во время стычки в пролётке Михалин нанёс Бауману ещё три удара трубой по голове. В ходе схватки Михалин был обстрелян спутниками Баумана, но ему удалось убежать, скрывшись за воротами фабрики Щапова. Сам Бауман в результате происшествия оказался убит. Это кардинально отличается от показаний участников демонстрации.
Исполнитель через час добровольно явился в полицию, был судим Московским окружным судом под председательством зампредсуда Дмитрия Нилуса в заседании с участием присяжных заседателей, признан виновным в несоразмерном применении силы, повлёкшем смерть человека, и осуждён к полутора годам тюремного заключения, но уже через 5 месяцев был помилован императором Николаем II.
В 1925 году Михалин (живший в Тамбовской губернии под фамилией Михальчук) был задержан органами правопорядка и в том же году расстрелян.

### Похороны
Бауман был похоронен 20 октября 1905 года в Москве, на Ваганьковском кладбище (59 уч.). Его похороны превратились в грандиозную демонстрацию, в которой приняли участие созданные большевиками боевые дружины, подготовленные к вооружённому восстанию.

## Увековечение памяти
Именем Баумана названы многие улицы в России (улица Баумана). До 1990 года улица Баумана существовала в Братиславе. В честь революционера названы учебные заведения Московский государственный технический университет и Казанская государственная академия ветеринарной медицины. Станция метро, сад, школа в Москве, городская клиническая больница № 29, трамвайное депо в Москве. До 1991 года один из районов Москвы назывался Бауманским, также до 1995 года существовал Бауманский район в Казани. С 1932 до 1965 года одна из улиц района Щукино в Москве носила имя 18 августа в честь даты побега Баумана из Лукьяновской тюрьмы в 1902 году. С 1924 года именем Баумана был назван городок, расположенный на территории бывшей Измайловской усадьбы. 
- Марка СССР, 1935 год
- Марка СССР, 1973 год
- Мемориальная доска в Казани

Революционеру посвящён также «Траурный марш памяти Николая Баумана» композитора Александра Гречанинова. Также улица Баумана была в городе Алма-Ате, ныне носит имя Тургута Озала.

### Памятники
- Памятник на территории МГТУ им. Н. Э. Баумана
- Памятник Бауману в Москве на Елоховской площади
- Могила Баумана на Ваганьковском кладбище. Автор памятника Ф. К. Лехт

### В кино
- Художественный фильм «Николай Бауман» (Мосфильм, 1967). В роли Николая Баумана — Игорь Ледогоров[16].
- «Побег из тюрьмы» (1977). В роли Баумана — Александр Абдулов.
- Сериал «Раскол» (1993). В роли Баумана — Алексей Богданович.

## В литературе
- Мстиславский С. Д.. Грач — птица весенная. 1937.

### Комментарии
1. ↑  Два из них, по мнению судебного врача, допущенного к осмотру тела, оказались смертельными.